# 小行星8645
小行星8645（英語：8645）是一颗围绕太阳公转的小行星。1988年10月5日，上田清二、金田宏在钏路市发现了此天体。
这颗小行星的绝对星等为17.04514786592312等。